# Манда (остров)
Манда (англ. Manda) — остров архипелага Ламу в юго-восточной Кении.

## География
Остров отделён от материка узким проливом.
Северная часть острова песчаная, южная — болотистая. Климат экваториальный.

## История
В прошлом был цветущим островом, на котором располагалось два города. В начале XIX века остров был покинут из-за недостатка воды, использовался как перевалочный пункт, на острове проводились археологические раскопки. С 1970 года правительством Кении на острове были установлены цистерны для сбора дождевой воды, что позволило поселенцам вернуться на остров. Остров имеет несколько удобных бухт, поэтому использовался как порт ещё с IX века. Наиболее известны поселения Манда и Такве.

### Город Манда
Развалины поселения Манда на северо-западе острова исследовал археолог Невилл Читтик в 1965 году. Расцвет города Манда приходился на X—XIII века, после чего пришёл упадок. Население города превышало 3,5 тыс. жителей.

### Город Таква
Таква — мусульманское поселение в южной части острова, основанное в 1500 году и покинутое в 1700 году. Раскопки проводил в 1951 году Джеймс Киркман (James Kirkman). В 1982 году Таква присвоен статус Национального памятника.

### Засухи XIX века
Последние жители покинули остров в XIX веке, с 1890 года остров стала арендовать Английская восточно-африканская компания.

## Остров в составеКении
Кенийским остров стал после провозглашения независимости Кении в 1963 году.
Когда кенийское правительство поставило на острове цистерны для сбора дождевой воды, на острове возникли сельскохозяйственные поселения. Сейчас население острова занимается сельским хозяйством. Выращивается кукуруза, маниок, кунжут, хлопок.
В настоящее время на острове расположен единственный на архипелаге одноимённый аэропорт. С соседним островом Ламу Манда связана паромной переправой.

## В массовой культуре
Часть событий в романе московского писателя Андрея Гусева «Наш жёсткий секс в Малинди» происходит на острове Манда и на соседнем острове Ламу в одноимённом городе.